# Moonchild: Songs Without Words
Moonchild: Songs Without Words è un album in studio del compositore statunitense John Zorn ed il primo album in studio del Moonchild Trio, progetto condotto dallo stesso compositore nella quale sono partecipanti il batterista Joey Baron, il cantante Mike Patton, ed il bassista Trevor Dunn. Fu pubblicato il 18 aprile 2006 dalla Tzadik Records.

## Descrizione
L'album fu ispirato in parte da Aleister Crowley che scrisse il romanzo La figlia della luna , Antonin Artaud e Edgard Varèse, conosciuto per essere la fonte di ispirazione di vari artisti come Frank Zappa.

## Tracce
Musiche di John Zorn.
1. Hellfire – 4:07
2. Ghosts of Thelema – 4:32
3. Abraxas – 3:13
4. Possession – 5:21
5. Caligula – 1:47
6. 616 – 5:20
7. Equinox – 4:07
8. Moonchild – 6:51
9. Le Part Maudit – 2:49
10. The Summoning – 2:30
11. Sorceress – 4:37

Durata totale: 45:14

## Formazione
- John Zorn - produttore, arrangiatore, direttore
- Mike Patton - voce
- Joey Baron - batteria
- Trevor Dunn - basso